# Mateusz Machaj (ekonomista)
Mateusz Machaj (ur. 1981) – polski ekonomista i prof. dr hab. nauk ekonomicznych.

## Życiorys
18 czerwca 2009 uzyskał na Wydziale Nauk Ekonomicznych Uniwersytetu Ekonomicznego we Wrocławiu doktorat dzięki pracy pt. Prawa własności w systemie kapitalistycznym i socjalistycznym – studium porównawcze, a 10 września 2018 stopień doktora habilitowanego nauk ekonomicznych. Zatrudniony na stanowisku profesora Uniwersytetu Wrocławskiego w Instytucie Nauk Ekonomicznych na Wydziale Prawa, Administracji i Ekonomii Uniwersytetu Wrocławskiego. W 2022 roku obronił licencjat z dietetyki na Uniwersytecie Opolskim. Założył Instytut Misesa.

## Wybrane publikacje
- Pod prąd głównego nurtu ekonomii, 2010, redakcja, ISBN 978-83-926160-1-6.
- Kapitalizm, socjalizm i prawa własności, 2013, ISBN 978-83-63250-12-6.
- Money, Interest, and the Structure of Production: Resolving Some Puzzles in the Theory of Capital, 2017 ISBN 978-1-4985-5754-2.
- Stopa procentowa a struktura produkcji, 2020 ISBN 978-83-66601-26-0.